# Andreas Vibe
Andreas Vibe, född den 3 maj 1801 i Kristiansand, död den 24 november 1860, var en norsk militär och författare, son till Niels Andreas Vibe, brorson till generalkrigskommissarien Ditlev Vibe och den bekante visdiktaren Johan Vibe, bror till Frederik Ludvig Vibe, far till Johan Ludvig Nils Henrik Vibe.
Andreas Vibe, som tillhörde den ansedda norsk-danska adliga släkten Vibe, blev löjtnant 1815 och ingick 1819 vid ingenjörbrigaden, där han avancerade till major, samt deltog 1826-32 i åtskilliga större mätningsarbeten, däribland särskilt uppmätningen av gränsen mot Ryssland samt norska Ishavskusten. Som chef för Norges geografiske opmåling sedan 1835 var Vibr mycket verksam vid utgivningen av sjö- och landkartor och anställde dessutom en mängd höjdmätningar, av vilka en offentliggjorts i Petermanns Mittheilungen (1859). Sina intryck och iakttagelser från mätningsresorna skildrade han i Billeder og mìnder fra mit kystmaalerliv (1860). Därjämte var han en uppskattad författare på visans område, där han oftast behandlade dagens frågor och alltid utmärkte sig genom blixtrande kvickhet och gott lynne. Såväl hans visor som de humoristiska och träffande infall han strödde omkring sig gjorde honom till en av  de mest bekanta Kristianiatyperna på sin tid.